# Nagche

Bandera nagche.

Los nagches, llanistas, abajinos, lelfunches o nagpuleches son un grupo del pueblo mapuche. Su uútranmapu es el Nag Mapu «tierra de abajo», Lelfun Mapu «tierra de los llanos», Lelgunmapu «país llano», Lelvunmapu «rejión del llano» o Lelvun-mapu. Eran la parcialidad más numerosa, ocupando las llanuras al este de la cordillera de Nahuelbuta y el Valle Central. Sus territorios incluían las actuales comunas de Traiguén, Lumaco, Los Sauces, Purén, Cholchol, Repocura y Galvarino. Políticamente estaban divididos en dos dinastías de loncos, los descendientes de Venancio Coñoepán al sur con base en Piuchén, y la familia de Lorenzo Colipí al norte, centrada en Purén.
Según el científico y sacerdote criollo Juan Ignacio Molina, su territorio se dividía en los aillarehues (provincias) de Angol, Purén, Repocura (en), Maquehue y Mariquita. Pese a su férrea hostilidad contra el Imperio español, una vez establecida la república con la independencia de Chile, durante el siglo XIX buscaron integrarse en el naciente Estado chileno, apoyando a los patriotas durante la guerra a muerte, que fue en parte una continuación de sus viejas disputas con los wenteches. Los Colipí mantuvieron su alianza con el gobierno chileno durante toda la centuria hasta que apoyaron la rebelión de 1881 y fueron arruinados en la última fase de la ocupación de la Araucanía. Como aquellos, los Coñoepán fueron de los primeros en adoptar las costumbres hispanas y mantuvieron buenas relaciones con los patriotas, llegando a recibir auxilio militar. Ambos clanes rivalizaron por ganarse el apoyo del gobierno de Santiago, hasta que en 1881 los segundos se impusieron definitivamente.